# Jaén
Jaén [xaˈen] (von arabisch جيان Dschayyan, DMG Ǧayyān) ist die Hauptstadt der Provinz Jaén im Nordosten der spanischen Region Andalusien.
Die Stadt hat 112.074 Einwohnern (Stand: 2024) und liegt im weiten Tal des Guadalquivir zwischen den mit Olivenhainen bewachsenen Bergen La Pandera und Jabalcuz in einer Höhe von 574 msnm.

## Geschichte
In Zeiten der römischen Herrschaft über die Iberische Halbinsel wurde in der Gegend um Jaén nach Silber geschürft. Nach dem Ende des Kalifats von Córdoba wurde Jaén 1145 für kurze Zeit Hauptstadt eines kleinen Taifa-Emirats, als sich zuerst Ibn Yuzai dort zum Alleinherrscher aufschwang und schon wenige Monate später von Abu Dja'far Ahmad Zafadola verdrängt wurde, der im selben Jahr auch in Córdoba und Granada die Macht ergriffen hatte. Auch im selben Jahr wurde Jaén jedoch von den Almohaden erobert und ihrem Großreich einverleibt. 1159 gelang es Mohammed ibn Sa’d ibn Mardanīsch, dem „Wolfskönig“ (Rey Lobo) von Murcia, die Almohaden noch einmal aus Jaén zu vertreiben und es bis 1168 seinem eigenen Herrschaftsbereich einzuverleiben. Dann fiel es für wenige Monate an den Hamuskiden Ibrahim, der sich auch Arjona gesichert hatte, aber schon im selben Jahr 1168 wieder den Almohaden weichen musste. Als das Reich der Almohaden zerbrach, wurde Jaén zunächst von dem Nasriden Muhammad I. ibn Nasr (1232–1272) aus Arjona erobert, fiel aber schon 1246 im Zuge der christlichen Reconquista (Rückeroberung) in die Hände der Kastilier. Jaén wurde so zu einem strategisch wichtigen Punkt in der Reconquista der Katholischen Könige und erhielt 1466 den Titel „Sehr noble, berühmte und treue Stadt Jaén, Wächter und Verteidiger der Könige von Kastilien“. 1491 wurde die Eroberung Granadas von Jaén aus begonnen.
1508 wurde mit der Puente del Obispo über den Guadalquivir die Verbindung zur Stadt Baeza geschaffen.
Im Spanischen Bürgerkrieg blieb die Stadt loyal gegenüber der Zweiten Spanischen Republik und wurde deshalb von einer Flugstaffel der Legion Condor am 1. April 1937 bombardiert. Aktuelle Schätzungen gehen davon aus, dass bei der Bombardierung 159 Bewohner getötet und mehrere hundert verletzt wurden. Die Einnahme der Stadt durch Francos Truppen wird mit Ende März 1939 angenommen.
Die 2011 fertiggestellte Straßenbahn Jaén ging nie in den planmäßigen Betrieb.

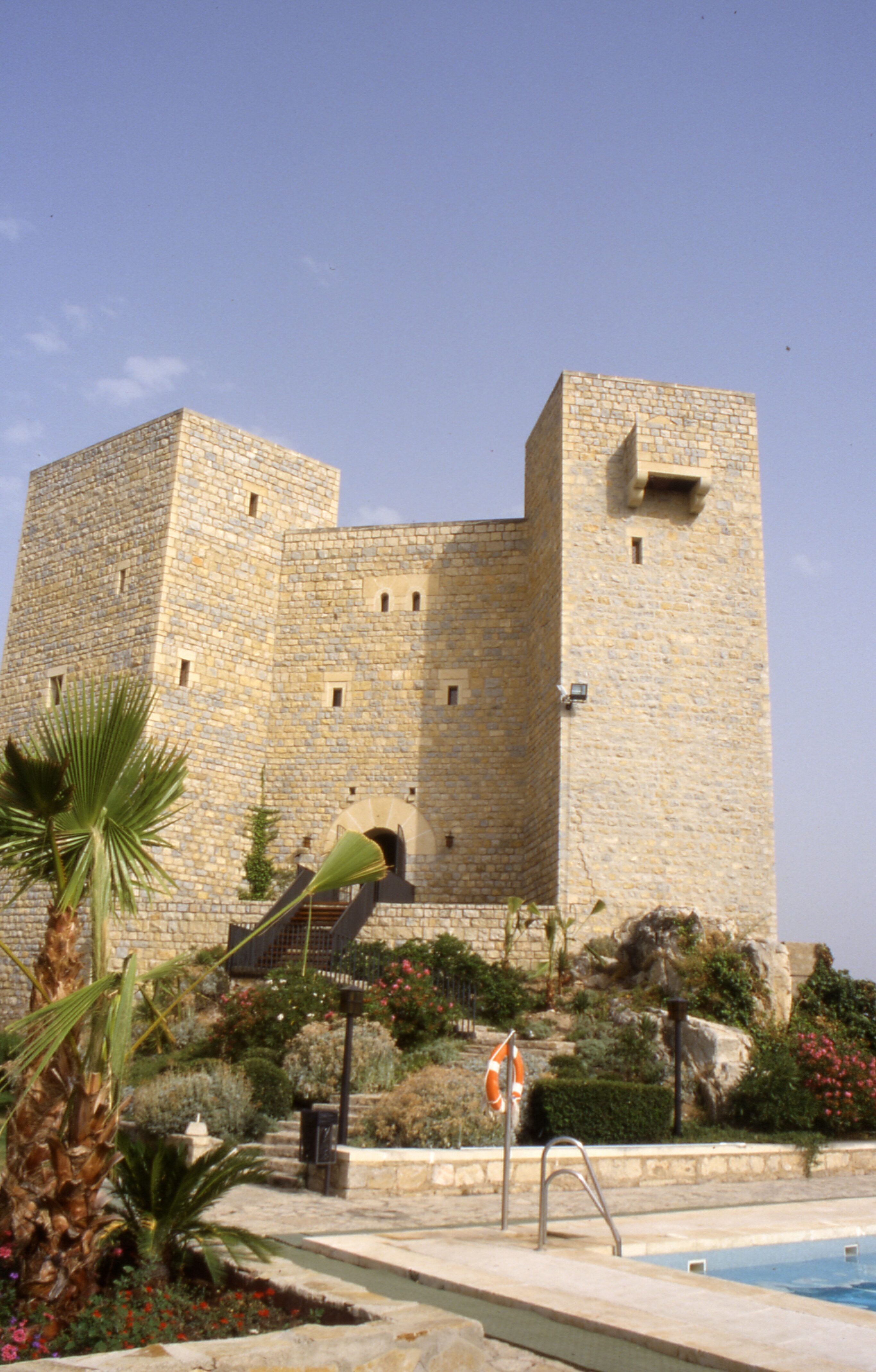
Parador im Castillo de Santa Catalina

## Wirtschaft
Jaén lebt sowohl von Landwirtschaft als auch von Industrie. Seit 1993 ist Jaén Sitz einer Universität. Touristische Sehenswürdigkeiten sind die Kathedrale aus der Renaissance (16. bzw. 18. Jahrhundert), die Kirche San Bartolomé, die im Mudejar-Stil errichtet wurde, und San Andrés, eine ehemalige Synagoge, die gut erhaltenen Arabischen Bäder sowie die mauernbewehrte Altstadt mit der darüber befindlichen Burg Castillo de Santa Catalina, in der ein Parador-Hotel betrieben wird.

## Söhne und Töchter der Stadt
- Chasdai ibn Schaprut (ca. 915–ca. 970), jüdischer Diplomat im mittelalterlichen Spanien
- Ibn Mālik (ca. 1205–1274), arabischer Gelehrter
- Fernando Torres y Portugal († nach 1589), Politiker, der 1585 bis 1589 als Vizekönig von Peru amtierte
- Enrique Escobar (1921–2004), Filmkomponist, Filmeditor, Pianist und Orchesterleiter
- Ángel Aranda (1934–2024), Schauspieler
- Karina (* 1943), Schlagersängerin
- Cristóbal Montoro (* 1950), Politiker (Partido Popular) und Wirtschaftswissenschaftler
- Manuel Beltrán (* 1971), Radrennfahrer
- Cristina Lucas (* 1973), Künstlerin
- Juan Francisco Casas (* 1976), Maler
- Irene Aranda (* 1980), Jazz- und Improvisationsmusikerin
- Manuel Ortega Ocaña (* 1981), Radrennfahrer
- José Luis Carrasco (* 1982), Radrennfahrer
- José Luis Munuera Montero (* 1983), Fußballschiedsrichter
- Manuel del Moral (* 1984), Fußballspieler
- Natalia Romero (* 1988), Leichtathletin
- Pablo Lechuga (* 1990), Radrennfahrer
- Alberto González (* 1998), Leichtathlet

## Sehenswürdigkeiten
- Museo Íbero, Museum für die Kunst der Iberer
- Kathedrale aus der Renaissance (16. bzw. 18. Jahrhundert)
- Kirche San Bartolomé im Mudejar-Stil
- San Andrés; ehem. Synagoge[4]
- Castillo de Santa Catalina
- Naturschutzgebiete Sierra Magina und die Sierra de Andujar[5]
- Renaissance Städte Baeza und Úbeda
- Dolmen del Collado de los Bastianes

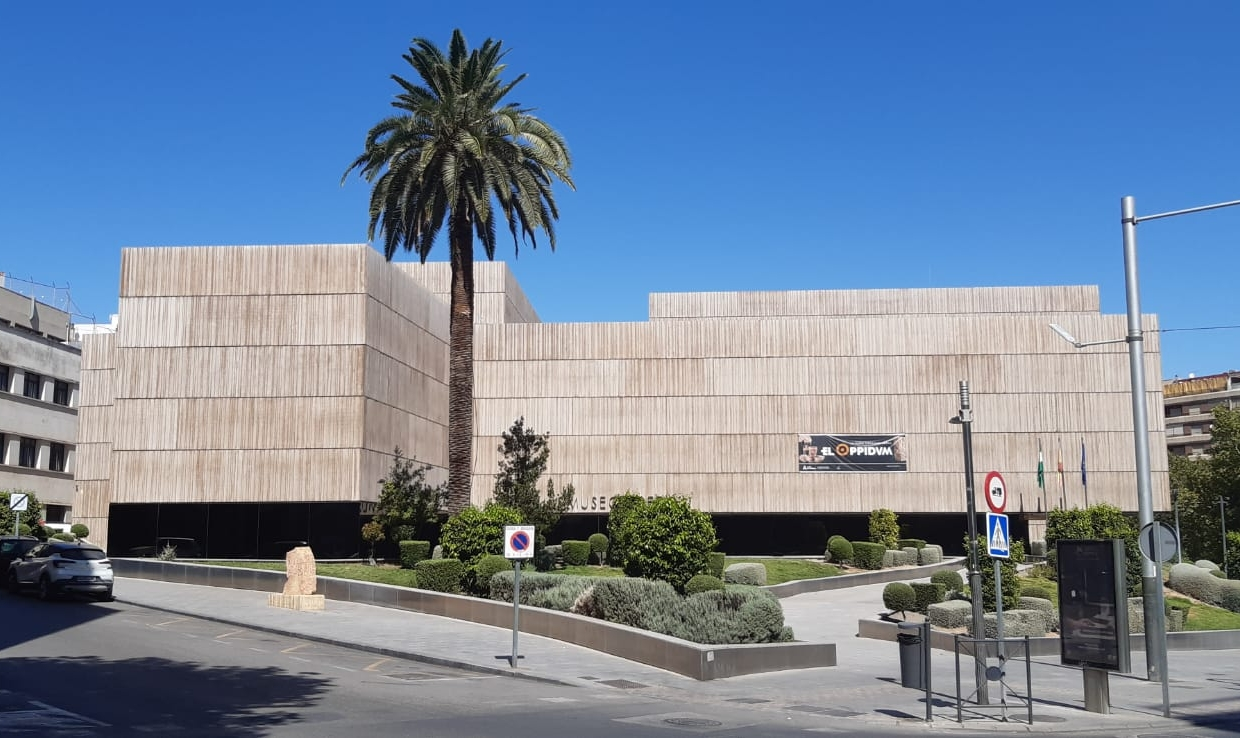
Museo Íbero
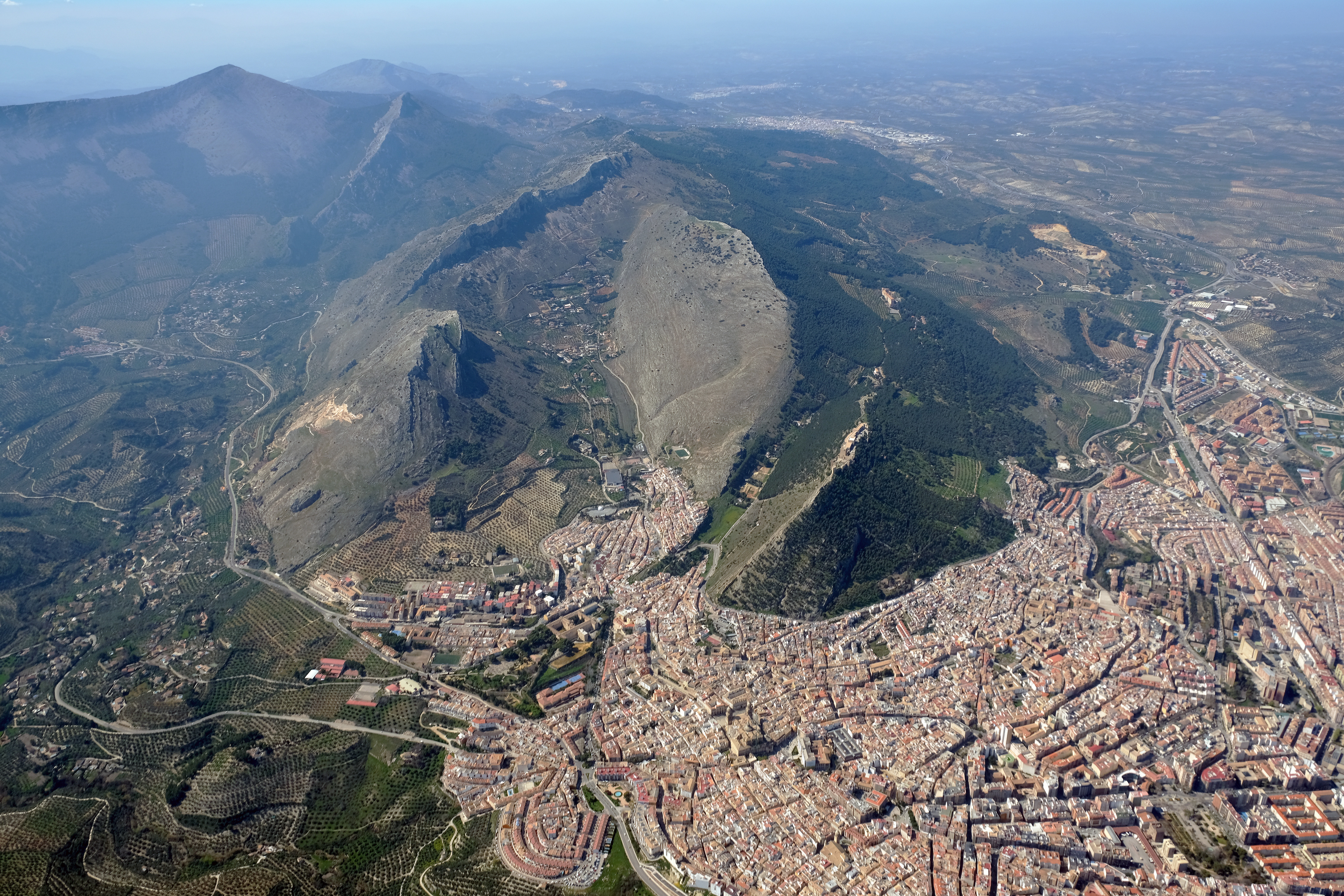
Blick von oben auf Jaén
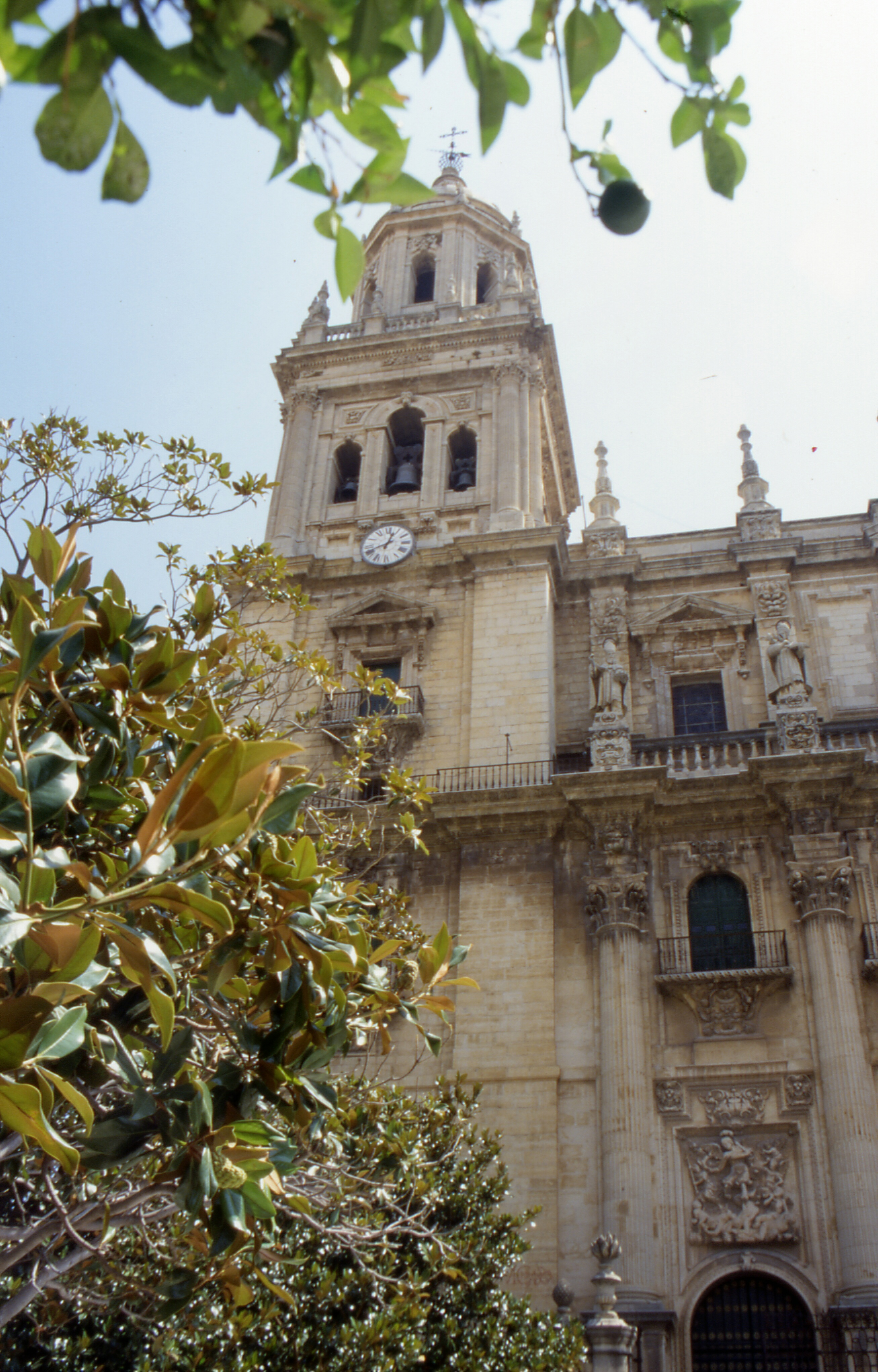
Kathedrale von Jaén aus der Nähe
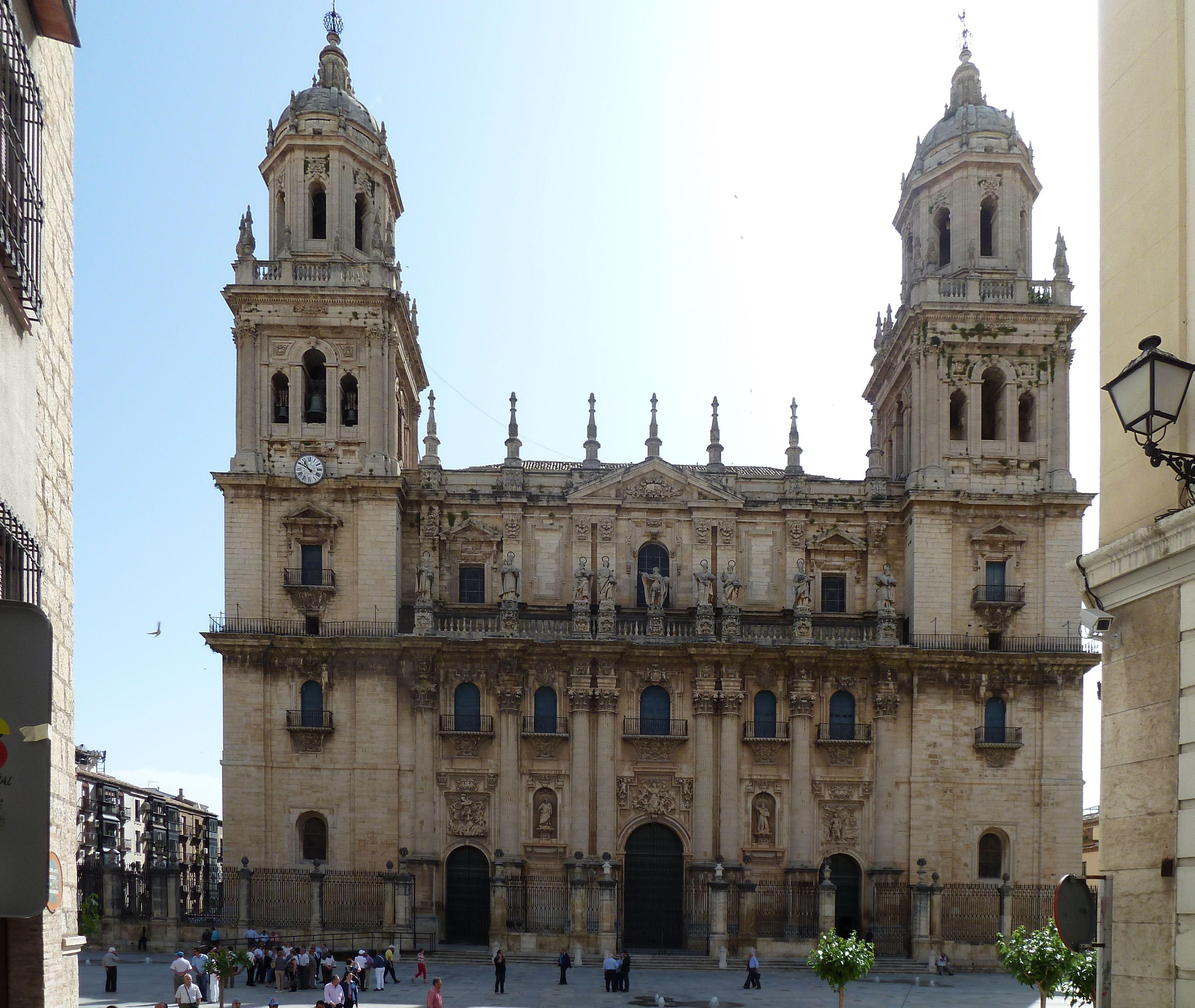
Kathedrale Jaén
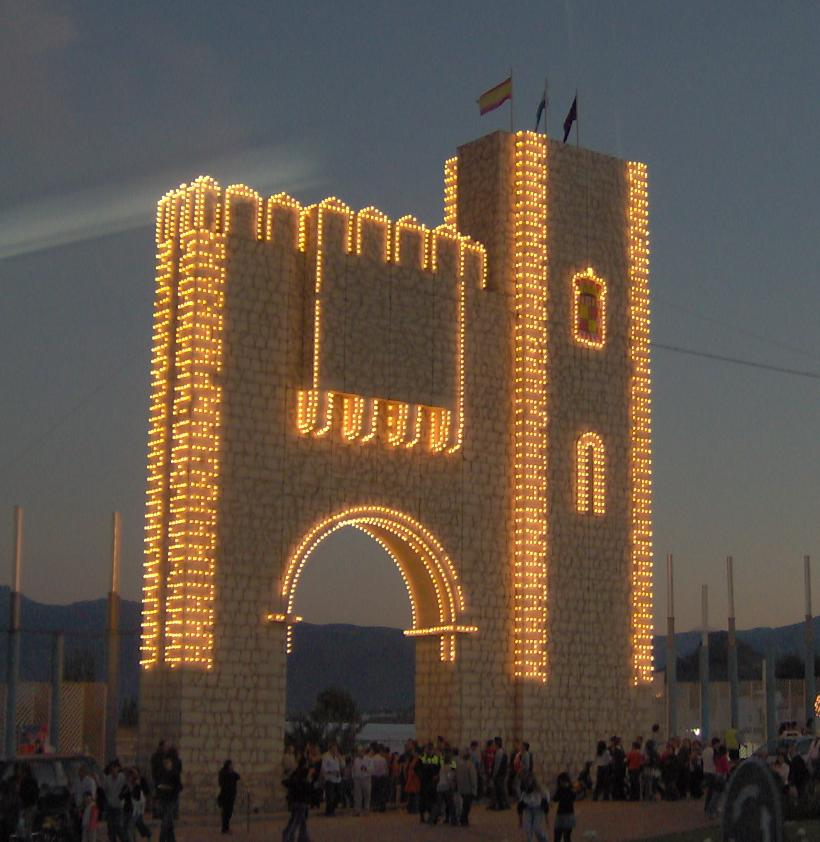
Portal zum Gelände der Feria
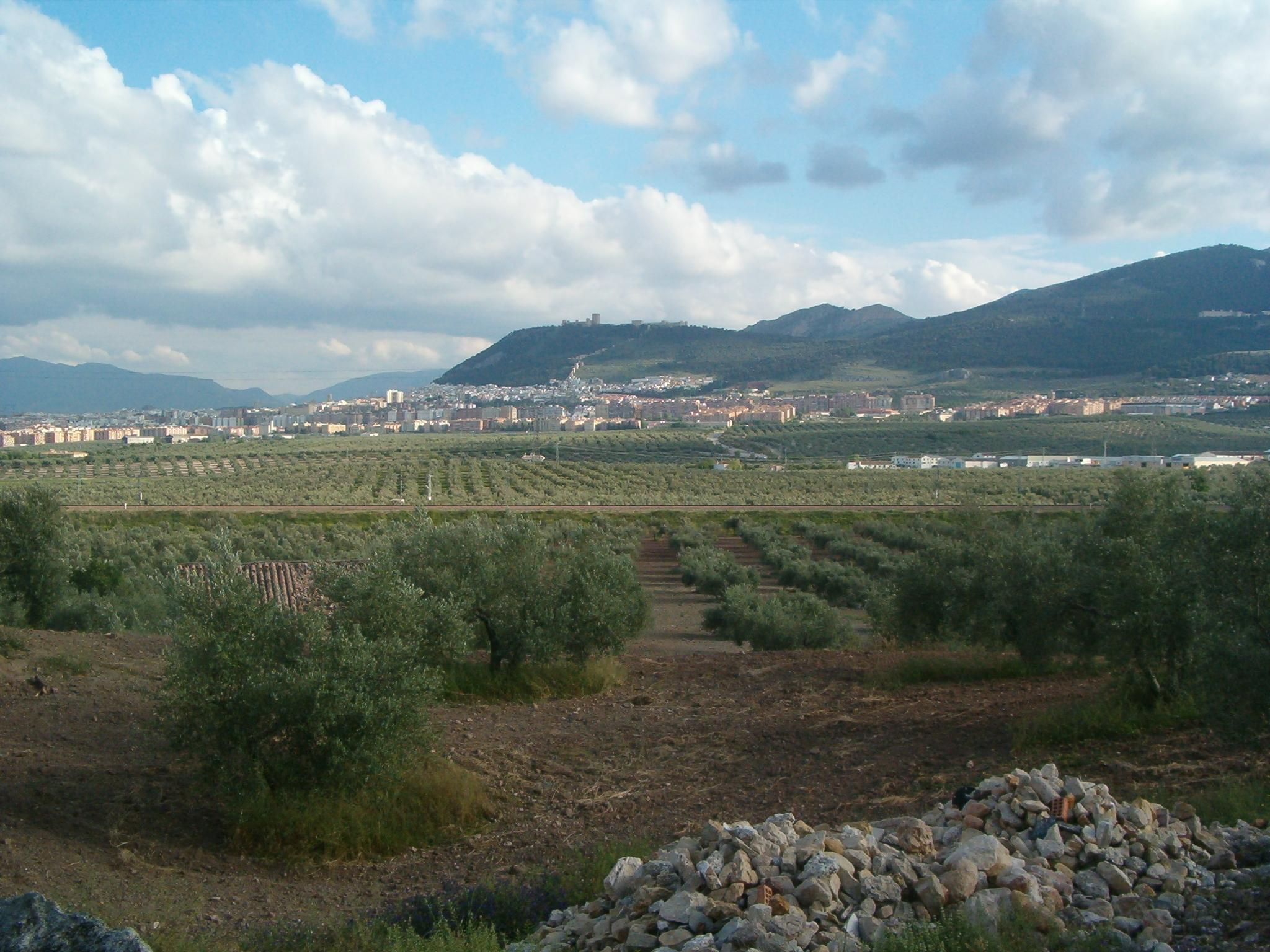
Olivenbäume in Jaen
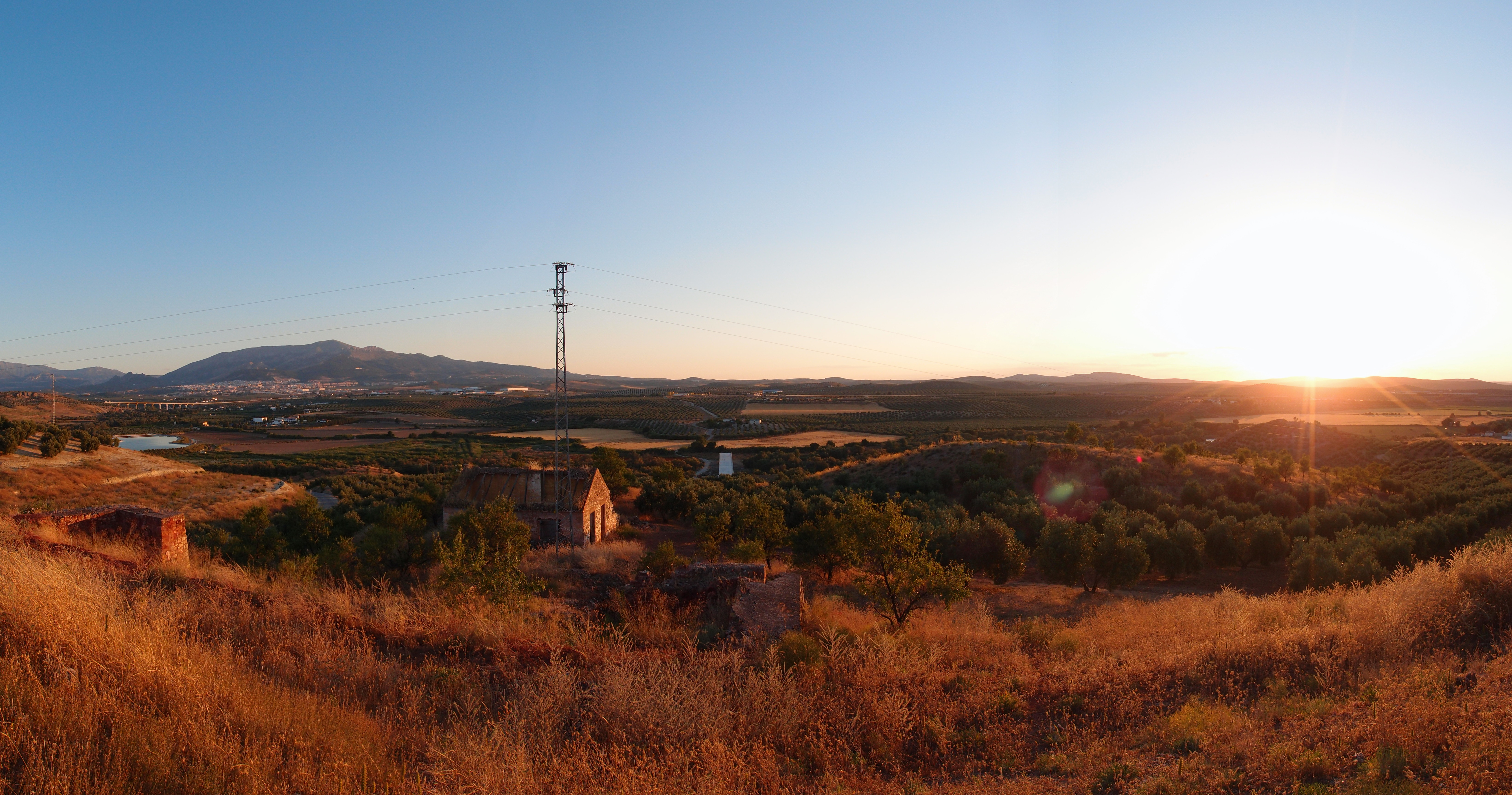
Panorama der Guadalbullón Flussaue. Die Stadt Jaen an der linken Seite
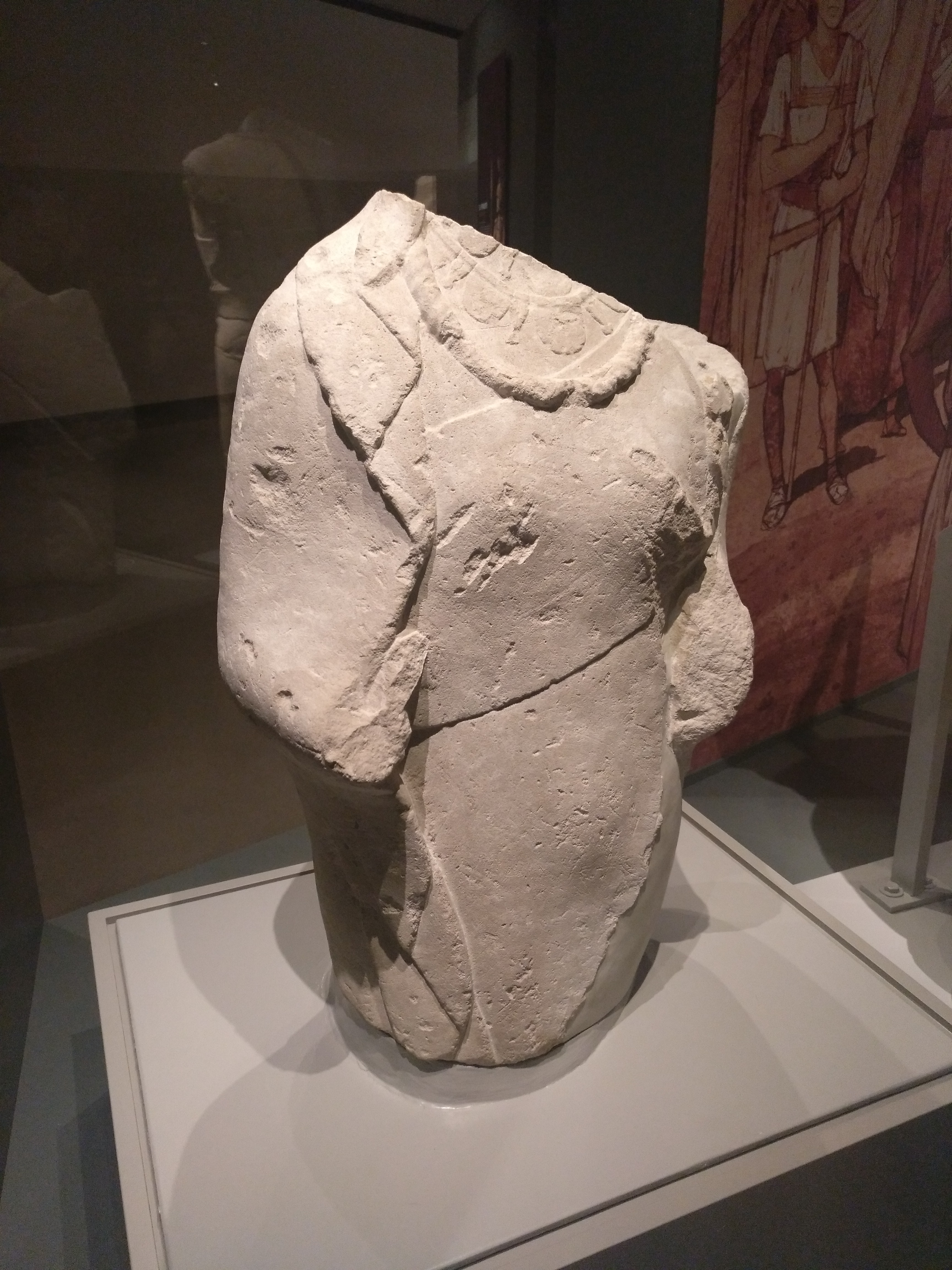
Büste der Dame vom Cerro Alcalá de Torres, Jaén – im Museum
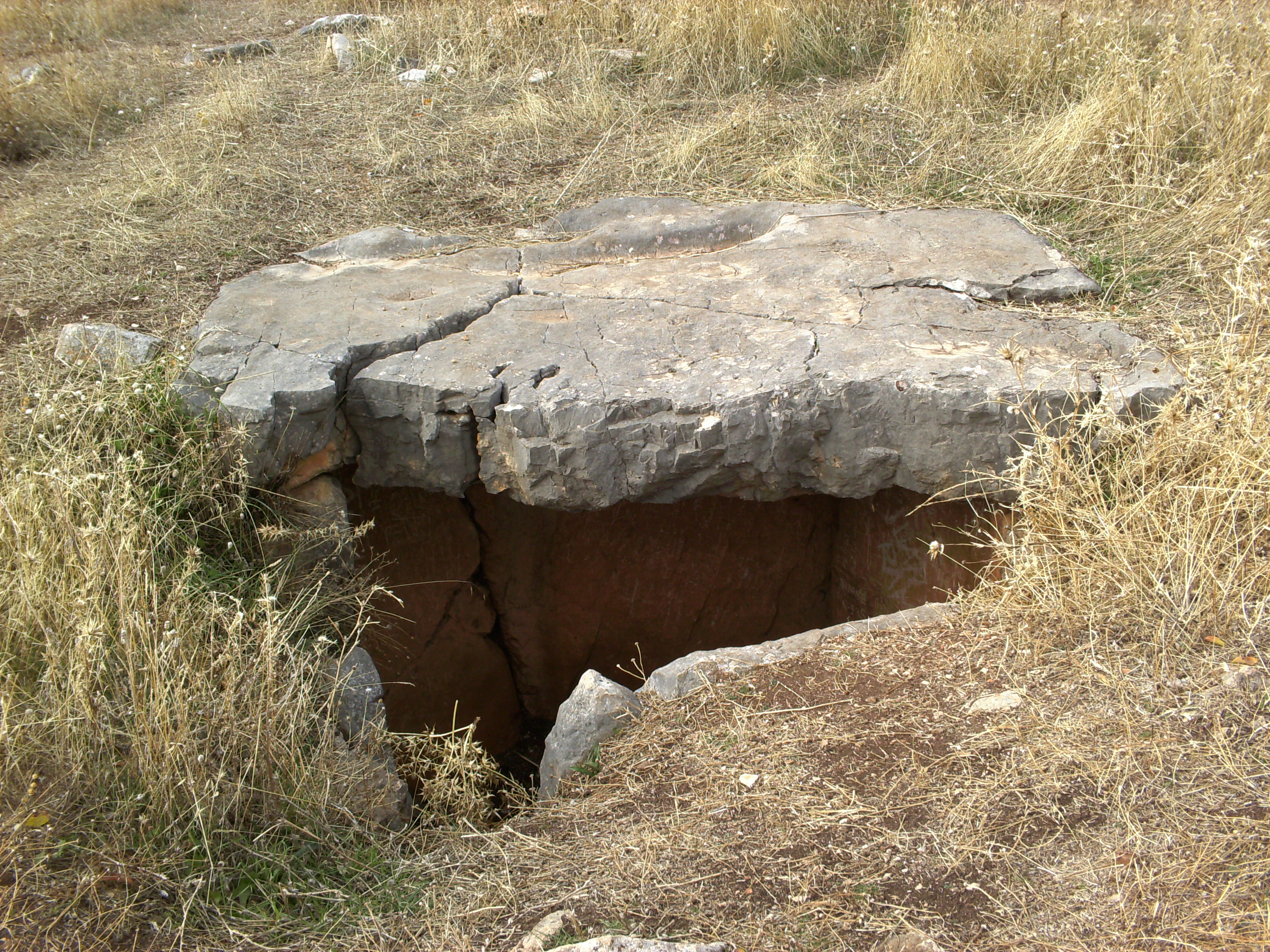
Dolmen del Collado de los Bastianes

## Klimatabelle
|                        | Jan  | Feb  | Mär  | Apr  | Mai  | Jun  | Jul  | Aug  | Sep  | Okt  | Nov  | Dez  |   |      |
| Mittl. Temperatur (°C) | 8,6  | 10,3 | 13,1 | 14,5 | 18,2 | 23,7 | 27,6 | 26,9 | 22,8 | 17,9 | 12,3 | 9,5  | ⌀ | 17,2 |
| Mittl. Tagesmax. (°C)  | 12,1 | 14,0 | 17,4 | 19,0 | 23,2 | 29,4 | 33,7 | 32,9 | 27,7 | 21,9 | 15,7 | 12,8 | ⌀ | 21,7 |
| Mittl. Tagesmin. (°C)  | 5,1  | 6,6  | 8,9  | 10,0 | 13,3 | 18,1 | 21,4 | 21,0 | 17,8 | 13,8 | 8,9  | 6,3  | ⌀ | 12,6 |
|                        |      |      |      |      |      |      |      |      |      |      |      |      |   |      |
| Niederschlag (mm)      | 55   | 50   | 44   | 54   | 43   | 18   | 2    | 9    | 26   | 55   | 62   | 75   | Σ | 493  |
|                        |      |      |      |      |      |      |      |      |      |      |      |      |   |      |
| Sonnenstunden (h/d)    | 5,2  | 5,5  | 6,7  | 7,5  | 9,6  | 10,8 | 12,2 | 10,9 | 8,6  | 6,9  | 6,3  | 4,8  | ⌀ | 7,9  |
|                        |      |      |      |      |      |      |      |      |      |      |      |      |   |      |
| Regentage (d)          | 9,6  | 10,5 | 10,2 | 10,1 | 9,0  | 5,8  | 1,4  | 1,6  | 4,5  | 7,8  | 8,2  | 10,7 | Σ | 89,4 |
|                        |      |      |      |      |      |      |      |      |      |      |      |      |   |      |
| Luftfeuchtigkeit (%)   | 77   | 72   | 67   | 64   | 59   | 53   | 44   | 45   | 55   | 67   | 75   | 77   | ⌀ | 62,9 |

| 5,1 |

| 6,6 |

| 8,9 |

| 10,0 |

| 13,3 |

| 18,1 |

| 21,4 |

| 21,0 |

| 17,8 |

| 13,8 |

| 8,9 |

| 6,3 |

| 5,1 |

| 6,6 |

| 8,9 |

| 10,0 |

| 13,3 |

| 18,1 |

| 21,4 |

| 21,0 |

| 17,8 |

| 13,8 |

| 8,9 |

| 6,3 |